# DeCordova (Teksas)
DeCordova je grad u američkoj saveznoj državi Teksas. Prema popisu stanovništva iz 2010. u njemu je živjelo 2.683 stanovnika.